# Anna-Francisca Thienpont
Anna-Francisca Thienpont (21 maart 1782) werd geboren als dochter van Petrus Joannes en Anne Marie Leducq. Op 30 november 1808 huwde ze met zilversmid Petrus Franciscus De Curte (1770-1829), ze was toen 26 jaar. Haar echtgenoot had van 1802 tot 1813 een zaak op de Langemunt nr. 39 in Gent. Daarna was de winkel gevestigd aan de Groentenmarkt nr. 1 in Gent. Na het overlijden van haar man op 22 april 1829 zette Anna-Francisca de zaak verder en liet ze op 16 juli 1829 een eigen meesterteken in de Gentse keurkamer registreren. Ze bleef actief tot 1849, waarna haar zoon Henricus Josephus De Curte (1821-1894) de zaak verderzette. Ze overleed op 15 augustus 1868, ze was toen 86 jaar oud.

## Werken

### Stralenmonstrans
Eén van Thienponts werken is een Stralenmonstrans vervaardigd in 1841. Het ceremoniële object bestaat uit zilver en edelstenen en behoort tot de stijlperiode van de neobarok. De Stralenmonstrans zit in de collectie van het DIVA museum in Antwerpen. 

### Kroon
Tussen 1832 en 1849 vervaardigde Anna-Francisca een kroon samengesteld uit zilver en parels. Ook deze kroon zit in de collectie van het DIVA museum in Antwerpen. 

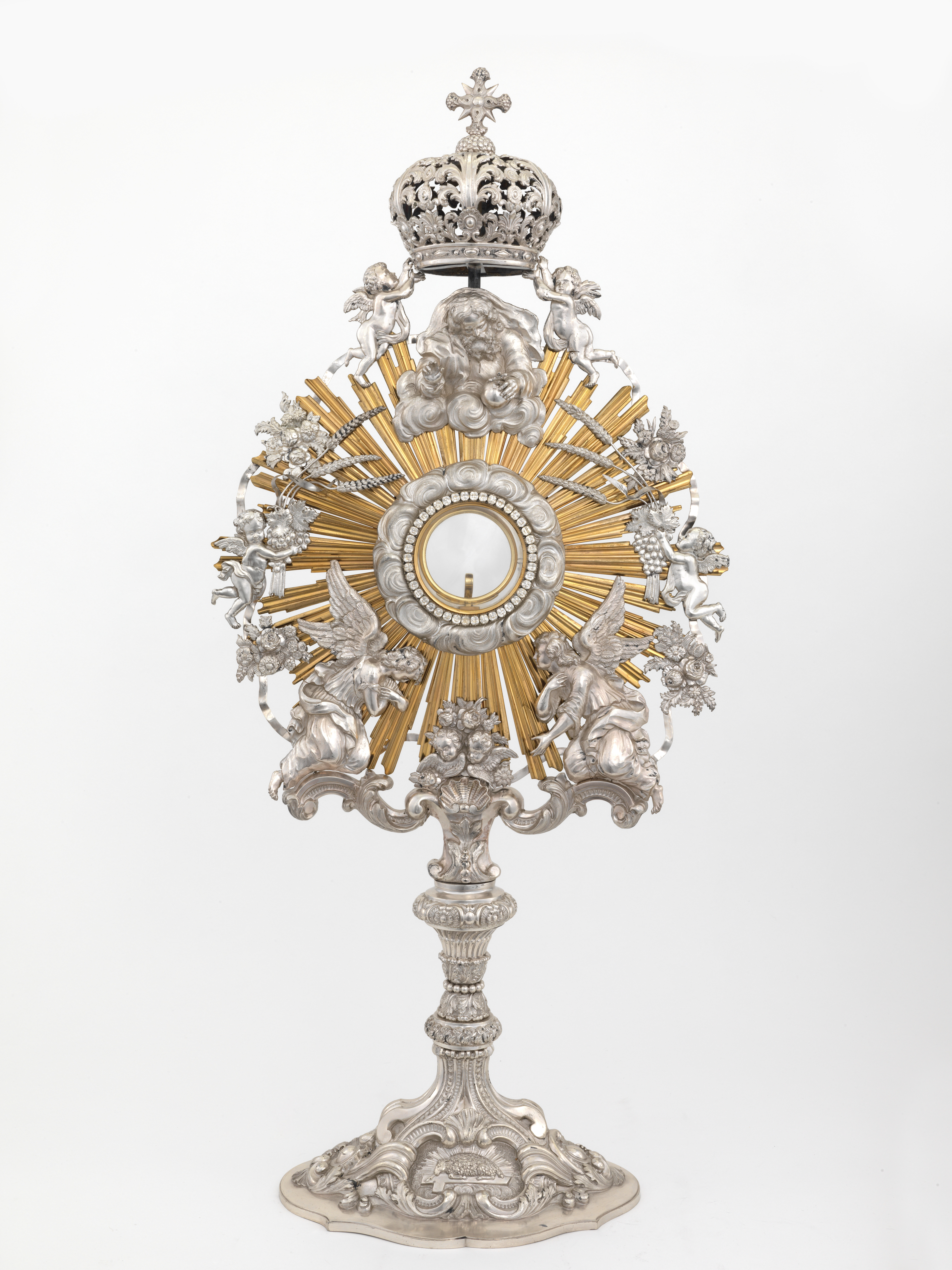
Stralenmonstrans, Collectie Stad Antwerpen
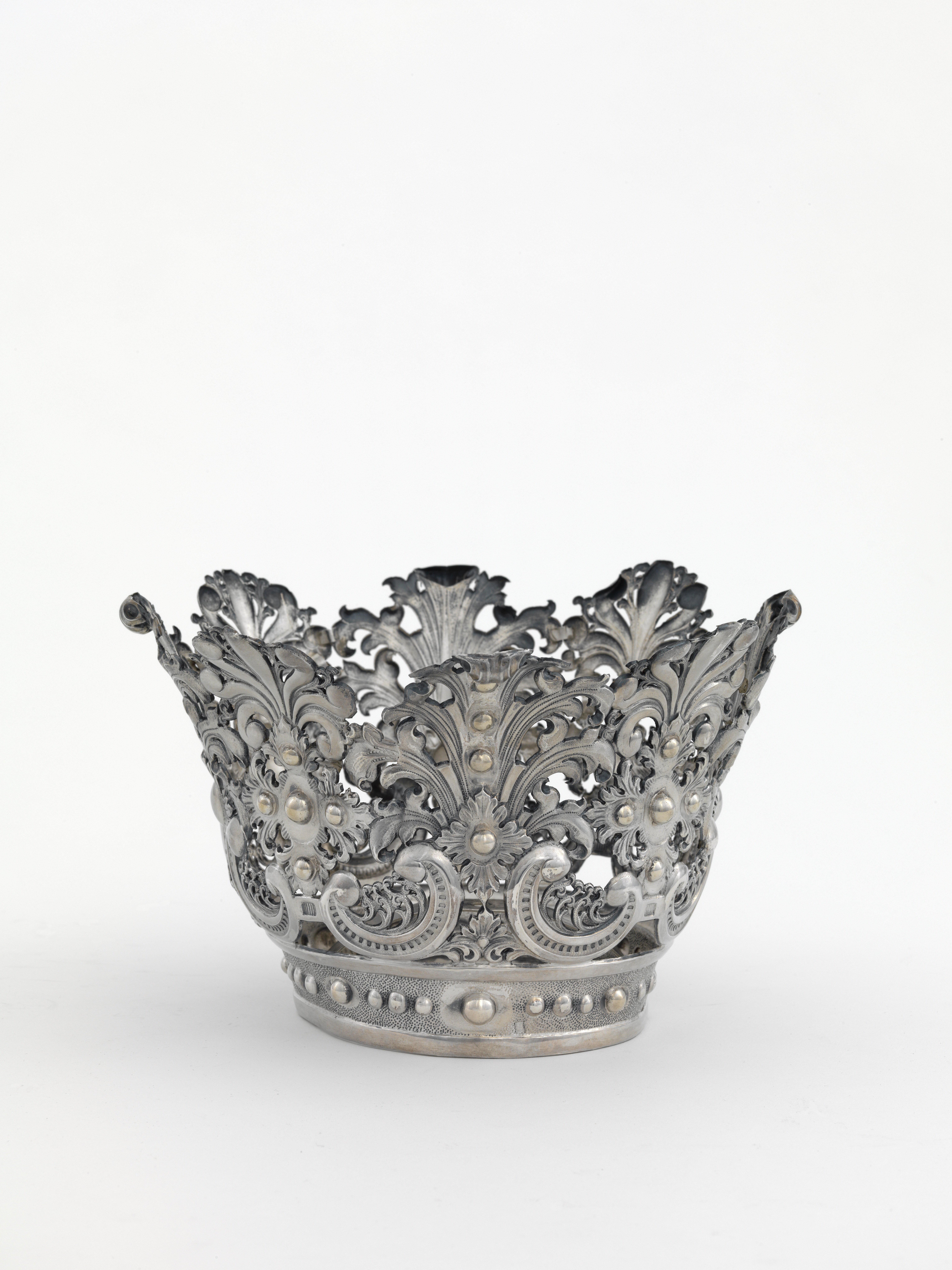
Kroon, Collectie Stad Antwerpen